# وليام هوفيل
وليام هوفيل (بالإنجليزية: William Hovell)‏ (9 نوفمبر 1875 - 26 أبريل 1786) هو مستكشف إنجليزي في أستراليا.

## روابط خارجية
- وليام هوفيل على موقع الموسوعة البريطانية (الإنجليزية)